# Alexander Michailowitsch Buturlin
Alexander Michailowitsch Buturlin (russisch Александр Михайлович Бутурлин; * 3. September 1981 in Moskau, Russische SFSR) ist ein ehemaliger russischer Eishockeyspieler, der viele Jahre in der russischen Superliga und der Kontinentalen Hockey-Liga spielte.

## Karriere
Alexander Buturlin begann seine Karriere als Eishockeyspieler in seiner Heimatstadt im Nachwuchsbereich des HK ZSKA Moskau, für dessen Profimannschaft er von 1997 bis 1999 in der russischen Superliga aktiv war. Anschließend wurde er im NHL Entry Draft 1999 in der zweiten Runde als insgesamt 39. Spieler von den Montréal Canadiens ausgewählt, für die er allerdings nie spielte. Nachdem der Angreifer von 1999 bis 2001 in der kanadischen Juniorenliga Ontario Hockey League für Sarnia Sting, das ihn beim CHL Import Draft 1999 in der ersten Runde an insgesamt 22. Position gezogen hatte, gespielt hatte, kehrte er in seine russische Heimat zurück, wo er einen Vertrag bei Salawat Julajew Ufa erhielt.
Im Sommer 2002 unterschrieb Buturlin beim HK Lada Toljatti, für den er in den folgenden fünf Jahren in der Superliga auf dem Eis stand. Mit Lada wurde er 2005 Vizemeister und gewann 2006 mit seiner Mannschaft auf europäischer Ebene den IIHF Continental Cup. Die Saison 2007/08 begann er bei seinem Ex-Club aus Ufa, verließ diesen jedoch bereits nach nur fünf Spielen und wechselte zu dessen Ligarivalen HK MWD Balaschicha. Zur folgenden Spielzeit nahm ihn mit HK Lada Toljatti ein weiterer Ex-Club unter Vertrag. Für Lada erzielte der Flügelspieler in der Saison 2008/09, dem Premierenjahr der Kontinentalen Hockey-Liga in 44 Spielen fünf Tore und bereitete weitere sechs vor. Für die Saison 2009/10 kehrte Buturlin in die Landeshauptstadt zum HK Spartak Moskau zurück.
Ab Oktober 2010 stand Buturlin beim HK Traktor Tscheljabinsk in der KHL unter Vertrag und absolvierte für diesen 105 KHL-Partien, in denen er 24 Scorerpunkte sammelte. Anfang September 2012 wechselte er zu Amur Chabarowsk, wo er einen Vertrag über ein Jahr Laufzeit erhielt. Im November des gleichen Jahres wurde dieser vorzeitig aufgelöst und Buturlin lief anschließend für den HK Kuban Krasnodar in der Wysschaja Hockey-Liga auf, wo er am Saisonende seine Laufbahn beendete.

### International
Für Russland nahm Buturlin an der U18-Junioren-Weltmeisterschaft 1999 sowie der U20-Junioren-Weltmeisterschaft 2001 teil.

## Erfolge und Auszeichnungen
- 2005 Russischer Vizemeister mit dem HK Lada Toljatti
- 2006 IIHF-Continental-Cup-Gewinn mit dem HK Lada Toljatti

## KHL-Statistik
(Stand: November 2012)